# 1919 en Palestine pré-mandataire
Chronologie de la Palestine
- 1914
- 1915
- 1916
- 1917
- 1918
- 1919
- 1920
- 1921
- 1922

Cette page concerne les évènements survenus en 1919 en Palestine pré-mandataire, partie britannique des Territoires ennemis occupés :

## Évènements
- Troisième Alya (en) (migration de Juifs en Palestine - 1919 - 1923)[1].

- 3 janvier : Signature de l'accord Fayçal-Weizmann par l'émir Fayçal Ier (fils du roi du Hedjaz) et Chaim Weizmann (futur président de l'Organisation sioniste mondiale) dans le cadre de la Conférence de la paix de Paris.
- 22 janvier - 10 février : Première réunion du Congrès arabe de Palestine à Jérusalem.

## Création
- Do'ar HaYomm (quotidien)
- Mouvement des scouts hébreux en Israël (en)

## Naissances
- 19 avril : Haneh Hadad (en), officier de police arabe israélien et membre de la Knesset.
- 8 mai : Aharon Remez (en), fonctionnaire et diplomate israélien (mort en 1994).
- 10 juin : Haider Abdel Shafi, médecin arabe palestinien, puis homme politique (mort en 2007).
- 1er juillet : Nissim Eliad (en), homme politique israélien (mort en 2014).

## Décès
- Ali al-Rimawi (ar), poète et journaliste palestinien ottoman.
- Dov Ber Abramowitz (en), rabbin et écrivain américain.
- Joseph Zeliger (he), journaliste, écrivain et poète.